# Llista de topònims d'Arsèguel
Llista de topònims (noms propis de lloc) del municipi d'Arsèguel, a l'Alt Urgell
Informació actualitzada per un bot. Els canvis manuals es perdran quan s'actualitzi!

## borda
| imatge | Nom                    | Ubicat a             | instància de | Detalls | coordenades                                                         | Protecció | Commons (més fotos) | Dades a WD                    |
| ------ | ---------------------- | -------------------- | ------------ | ------- | ------------------------------------------------------------------- | --------- | ------------------- | ----------------------------- |
|        | cortal de l'Escarrinxo | Arsèguel             | borda        |         | 42° 21′ 32″ N, 1° 34′ 26″ E / 42.3587762380762°N,1.57379790147299°E |           |                     | Modifica les dades a Wikidata |
|        | cortal de l'Hoste      | Arsèguel             | borda        |         | 42° 21′ 46″ N, 1° 34′ 13″ E / 42.3627567044822°N,1.57017407758525°E |           |                     | Modifica les dades a Wikidata |
|        | cortal del Ferreró     | Arsèguel             | borda        |         | 42° 20′ 41″ N, 1° 34′ 33″ E / 42.3446906667059°N,1.57593739246524°E |           |                     | Modifica les dades a Wikidata |
|        | cortal del Mestre      | Arsèguel             | borda        |         | 42° 20′ 40″ N, 1° 34′ 20″ E / 42.3443743733745°N,1.57222967727881°E |           |                     | Modifica les dades a Wikidata |
|        | cortal del Pastoret    | Arsèguel             | borda        |         | 42° 21′ 37″ N, 1° 34′ 53″ E / 42.3601578577854°N,1.58135608200561°E |           |                     | Modifica les dades a Wikidata |
|        | cortal del Pona        | Arsèguel             | borda        |         | 42° 21′ 26″ N, 1° 34′ 17″ E / 42.3572691628585°N,1.57137919608902°E |           |                     | Modifica les dades a Wikidata |
|        | cortals d'Auberria     | Arsèguel             | borda        |         | 42° 20′ 22″ N, 1° 33′ 58″ E / 42.3393372080355°N,1.56622556687018°E |           |                     | Modifica les dades a Wikidata |
|        | cortals d'Aubèrria     | Arsèguel             | borda        |         | 42° 20′ 20″ N, 1° 34′ 04″ E / 42.338896743601°N,1.5676659715612°E   |           |                     | Modifica les dades a Wikidata |
|        | cortals del Riu        | Alàs i Cerc Arsèguel | borda        |         | 42° 20′ 47″ N, 1° 33′ 54″ E / 42.3464196607251°N,1.56509337023823°E |           |                     | Modifica les dades a Wikidata |

## entitat singular de població
| imatge | Nom                | Ubicat a | instància de                                   | Detalls | coordenades                                                                | Protecció | Commons (més fotos) | Dades a WD                    |
| ------ | ------------------ | -------- | ---------------------------------------------- | ------- | -------------------------------------------------------------------------- | --------- | ------------------- | ----------------------------- |
|        | Arsèguel           | Arsèguel | entitat singular de població capital municipal | 62 hab  | 42° 21′ 01″ N, 1° 35′ 02″ E / 42.350383°N,1.583777°E 947 msnm              |           |                     | Modifica les dades a Wikidata |
|        | el Pont d'Arsèguel | Arsèguel | entitat singular de població                   | 16 hab  | 42° 21′ 42″ N, 1° 35′ 20″ E / 42.361675824377°N,1.5890064698111°E 802 msnm |           |                     | Modifica les dades a Wikidata |

## església
| imatge | Nom                                 | Ubicat a | instància de    | Detalls                     | coordenades                                          | Protecció                                  | Commons (més fotos)     | Dades a WD                    |
| ------ | ----------------------------------- | -------- | --------------- | --------------------------- | ---------------------------------------------------- | ------------------------------------------ | ----------------------- | ----------------------------- |
|        | Mare de Déu del Carme d'Arsèguel    | Arsèguel | església ermita | Estil: arquitectura popular | 42° 21′ 20″ N, 1° 34′ 56″ E / 42.355564°N,1.58232°E  | bé integrant del patrimoni cultural català |                         | Modifica les dades a Wikidata |
|        | Sant Pere d'Arsèguel                | Arsèguel | església        |                             |                                                      | bé cultural d'interès local                |                         | Modifica les dades a Wikidata |
|        | església parroquial de Santa Coloma | Arsèguel | església        | Estil: arquitectura popular | 42° 21′ 02″ N, 1° 35′ 03″ E / 42.350587°N,1.584035°E | bé cultural d'interès local                | Santa Coloma d'Arsèguel | Modifica les dades a Wikidata |

## font
| imatge | Nom             | Ubicat a | instància de | Detalls | coordenades                                                         | Protecció | Commons (més fotos) | Dades a WD                    |
| ------ | --------------- | -------- | ------------ | ------- | ------------------------------------------------------------------- | --------- | ------------------- | ----------------------------- |
|        | font d'en Roset | Arsèguel | font         |         | 42° 20′ 41″ N, 1° 35′ 35″ E / 42.344614316179°N,1.5930301293439°E   |           |                     | Modifica les dades a Wikidata |
|        | font de la Mata | Arsèguel | font         |         | 42° 21′ 12″ N, 1° 34′ 33″ E / 42.3534077660155°N,1.57583562043678°E |           |                     | Modifica les dades a Wikidata |

## masia
| imatge | Nom           | Ubicat a | instància de | Detalls       | coordenades                                                         | Protecció | Commons (més fotos) | Dades a WD                    |
| ------ | ------------- | -------- | ------------ | ------------- | ------------------------------------------------------------------- | --------- | ------------------- | ----------------------------- |
|        | Cal Barraló   | Arsèguel | masia        |               | 42° 20′ 58″ N, 1° 34′ 57″ E / 42.3494913026253°N,1.58251872546378°E |           | Cal Barraló         | Modifica les dades a Wikidata |
|        | Cal Coix      | Arsèguel | masia        |               | 42° 21′ 03″ N, 1° 34′ 58″ E / 42.3507544736155°N,1.58270888111255°E |           |                     | Modifica les dades a Wikidata |
|        | Cal Cubano    | Arsèguel | masia        |               | 42° 21′ 31″ N, 1° 34′ 37″ E / 42.3587257306242°N,1.57698046086574°E |           |                     | Modifica les dades a Wikidata |
|        | Cal Damianet  | Arsèguel | masia        |               | 42° 20′ 59″ N, 1° 35′ 01″ E / 42.3497397917606°N,1.58367868553141°E |           |                     | Modifica les dades a Wikidata |
|        | Cal Ferrer    | Arsèguel | masia        |               | 42° 21′ 39″ N, 1° 35′ 22″ E / 42.3609595921235°N,1.58940116007946°E |           |                     | Modifica les dades a Wikidata |
|        | Cal Guillet   | Arsèguel | masia        |               | 42° 20′ 59″ N, 1° 34′ 55″ E / 42.349771003409°N,1.58183253874299°E  |           |                     | Modifica les dades a Wikidata |
|        | Cal Miró      | Arsèguel | masia        |               | 42° 21′ 42″ N, 1° 35′ 21″ E / 42.3616944316811°N,1.58910542172597°E |           |                     | Modifica les dades a Wikidata |
|        | Cal Murritxol | Arsèguel | masia        | Estat: ruïnós | 42° 20′ 45″ N, 1° 31′ 59″ E / 42.345757°N,1.533049°E 1145 msnm      |           |                     | Modifica les dades a Wikidata |
|        | Cal Sabater   | Arsèguel | masia        |               | 42° 21′ 00″ N, 1° 35′ 01″ E / 42.3499645758279°N,1.58364935589494°E |           |                     | Modifica les dades a Wikidata |
|        | Cal Tril·la   | Arsèguel | masia        |               | 42° 21′ 03″ N, 1° 34′ 59″ E / 42.3507153083393°N,1.5831832708473°E  |           |                     | Modifica les dades a Wikidata |
|        | Cal Ventureta | Arsèguel | masia        |               | 42° 21′ 36″ N, 1° 35′ 28″ E / 42.3600063386869°N,1.59097679858934°E |           |                     | Modifica les dades a Wikidata |
|        | Cal Viudo     | Arsèguel | masia        |               | 42° 21′ 02″ N, 1° 34′ 54″ E / 42.3504977220492°N,1.5816097983198°E  |           |                     | Modifica les dades a Wikidata |
|        | la Butllera   | Arsèguel | masia        |               | 42° 21′ 36″ N, 1° 35′ 09″ E / 42.3599423571584°N,1.58578100131979°E |           |                     | Modifica les dades a Wikidata |

## muntanya
| imatge | Nom              | Ubicat a | instància de | Detalls | coordenades                                                      | Protecció | Commons (més fotos) | Dades a WD                    |
| ------ | ---------------- | -------- | ------------ | ------- | ---------------------------------------------------------------- | --------- | ------------------- | ----------------------------- |
|        | Rocs del Duc     | Arsèguel | muntanya     |         | 42° 20′ 34″ N, 1° 34′ 26″ E / 42.3428°N,1.57379°E 1197 msnm      |           |                     | Modifica les dades a Wikidata |
|        | l'Era del Fuster | Arsèguel | muntanya     |         | 42° 20′ 57″ N, 1° 36′ 04″ E / 42.3492°N,1.60123444°E 1438.5 msnm |           |                     | Modifica les dades a Wikidata |

## pont
| imatge | Nom                         | Ubicat a | instància de | Detalls                                                  | coordenades                                                                       | Protecció                                  | Commons (més fotos)         | Dades a WD                    |
| ------ | --------------------------- | -------- | ------------ | -------------------------------------------------------- | --------------------------------------------------------------------------------- | ------------------------------------------ | --------------------------- | ----------------------------- |
|        | Pont d'Arsèguel             | Arsèguel | pont         | Estil: arquitectura popular 19th century Travessa: Segre | 42° 21′ 43″ N, 1° 35′ 17″ E / 42.362001°N,1.588174°E ca:Ctra. a Arsèguel 793 msnm | bé integrant del patrimoni cultural català | Pont d'Arsèguel             | Modifica les dades a Wikidata |
|        | Pont de la Tosca (Arsèguel) | Arsèguel | pont         | Estil: arquitectura popular                              | 42° 20′ 48″ N, 1° 34′ 57″ E / 42.34653°N,1.582532°E                               | bé cultural d'interès local                | Pont de la Tosca (Arsèguel) | Modifica les dades a Wikidata |

## serra
| imatge | Nom                   | Ubicat a                                    | instància de | Detalls | coordenades                                                   | Protecció | Commons (més fotos) | Dades a WD                    |
| ------ | --------------------- | ------------------------------------------- | ------------ | ------- | ------------------------------------------------------------- | --------- | ------------------- | ----------------------------- |
|        | El Salt del Pere      | Arsèguel                                    | serra        |         | 42° 21′ 08″ N, 1° 33′ 59″ E / 42.3521°N,1.56634°E 1056.7 msnm |           |                     | Modifica les dades a Wikidata |
|        | Sant Jaume            | Arsèguel el Pont de Bar                     | serra        |         | 42° 22′ 12″ N, 1° 34′ 43″ E / 42.37°N,1.57848°E 1551.5 msnm   |           |                     | Modifica les dades a Wikidata |
|        | Serrat de la Bada     | Arsèguel                                    | serra        |         | 42° 21′ 03″ N, 1° 35′ 34″ E / 42.3509°N,1.59272°E 1253.1 msnm |           |                     | Modifica les dades a Wikidata |
|        | Serrat del Coll       | Arsèguel                                    | serra        |         | 42° 20′ 50″ N, 1° 34′ 21″ E / 42.3471°N,1.57251°E 1194 msnm   |           |                     | Modifica les dades a Wikidata |
|        | serra de Llavor Morta | Arsèguel el Pont de Bar                     | serra        |         | 42° 21′ 40″ N, 1° 36′ 03″ E / 42.3612°N,1.60089°E 1383.4 msnm |           |                     | Modifica les dades a Wikidata |
|        | serrat dels Ventaders | Arsèguel el Pont de Bar les Valls de Valira | serra        |         | 42° 21′ 59″ N, 1° 33′ 55″ E / 42.3664°N,1.5654°E 1681.2 msnm  |           |                     | Modifica les dades a Wikidata |

## Misc
| imatge | Nom                                   | Ubicat a                     | instància de                 | Detalls                                      | coordenades                                                                                              | Protecció                                            | Commons (més fotos)          | Dades a WD                    |
| ------ | ------------------------------------- | ---------------------------- | ---------------------------- | -------------------------------------------- | --- | ---------------------------------------------------- | ---------------------------- | ----------------------------- |
|        | Búnquers del Bosc de Rossa d'Arsèguel | Arsèguel                     | búnquer                      |                                              | 42° 21′ 16″ N, 1° 34′ 09″ E / 42.354482°N,1.569113°E                                                     |                                                      |                              | Modifica les dades a Wikidata |
|        | Castell d'Arsèguel                    | Arsèguel                     | castell                      | Estil: arquitectura popular                  | 42° 21′ 01″ N, 1° 34′ 56″ E / 42.3502°N,1.58231°E ca:Plaça del Castellot, Arsèguel 946 msnm              | bé d'interès cultural bé cultural d'interès nacional | Castell d'Arsèguel           | Modifica les dades a Wikidata |
|        | Fàbrica de llanes d'Arsèguel          | Arsèguel                     | fàbrica edifici              | Estil: arquitectura popular 1902             | 42° 21′ 43″ N, 1° 35′ 20″ E / 42.362054°N,1.588755°E 42° 21′ 43″ N, 1° 35′ 19″ E / 42.361932°N,1.58868°E | bé integrant del patrimoni cultural català           | Fàbrica de llanes d'Arsèguel | Modifica les dades a Wikidata |
|        | Molí d'Arsèguel                       | Arsèguel                     | molí d'aigua                 |                                              | 42° 20′ 34″ N, 1° 35′ 09″ E / 42.342724053342°N,1.5857885100514°E                                        |                                                      |                              | Modifica les dades a Wikidata |
|        | Segre                                 | Catalunya Pirineus Orientals | riu curs d'aigua riu aurífer | Desemboca: Ebre Llarg: 265km Conca: 22400km² | 42° 24′ 09″ N, 2° 06′ 30″ E / 42.4025°N,2.1084°E 41° 21′ 48″ N, 0° 18′ 16″ E / 41.3633°N,0.3044°E        |                                                      | Segre River                  | Modifica les dades a Wikidata |
|        | casa consistorial d'Arsèguel          | Arsèguel                     | casa consistorial            |                                              | 42° 21′ 02″ N, 1° 34′ 58″ E / 42.35066658251719°N,1.5828042156613331°E                                   |                                                      |                              | Modifica les dades a Wikidata |
|        | la Creu Gran                          | Arsèguel                     | edifici històric fita        |                                              | 42° 20′ 25″ N, 1° 35′ 30″ E / 42.3403289575583°N,1.59174405950268°E                                      |                                                      |                              | Modifica les dades a Wikidata |